# Diane Disney Miller
Diane Disney Miller (ur. 18 grudnia 1933 w Los Angeles, zm. 19 listopada 2013 w Napa) – amerykańska inspiratorka budowy parku rozrywki Disneyland. Jedyne biologiczne dziecko Walta Disneya i Lillian Marie Disney (z domu Bounds). 

## Życie prywatne
Diane miała też przybraną siostrę, Sharon, adoptowaną przez rodziców w grudniu 1936 roku, gdy miała 6 tygodni.
W wieku 20 lat, poznała na randce w ciemno gracza piłki nożnej USC Trojans, Ronalda Williama Millera. Po kilku randkach, pobrali się 9 maja 1954 roku w małym kościele. Doczekali się kilkorga dzieci:
- Christophera (w grudniu 1956 r.),
- Joanny (w 1956 r.),
- Tamara (później Scheer; w 1957 r.),
- Jennifer (później Miller-Goff; w 1960 r.),
- Waltera Eliasa (w 1961 r.),
- Ronalda (w 1963 r.)
- i Patricka (w 1967 r.).

Sharon wyszła za mąż dwukrotnie i urodziła Diane dwie siostrzenice i siostrzeńca: Victorię Disney, Michelle Lund i Brada Lund.
Diane Disney Miller zmarła pół roku po swojej 59. rocznicy ślubu.